# Acoustic Revolution
Acoustic Revolution ist ein deutsches akustisches Trio, das den Musikgenres Rock, Celtic, Irish Folk und Folk zugeordnet wird.

## Geschichte
Die Band Acoustic Revolution wurde im Jahr 2000 von dem in Hamburg geborenen Musiker und Komponisten Germar Thiele zusammen mit seinen langjährigen musikalischen Wegbegleitern Tom Logan und Dennis Hornung gegründet. Ursprünglich war Acoustic Revolution nur als Nebenprojekt angedacht. Hauptsächlich verdienten die drei  zu der Zeit ihr Geld bei der süddeutschen Coverrockband Undercover, welche sich aber mittlerweile aufgelöst hat. Der Name bezieht sich auf die rein akustische Besetzung (Kontrabass, Westerngitarre, Mandoline, Banjo etc.)  der Band, sowie auf die „etwas andere“ Art der Aufbereitung populärer Songs anhand dieser Besetzung.
Anfangs noch als akustisches Coverprojekt unterwegs, wurde das Programm der Band nach und nach mit Eigenkompositionen (u. a. einige Instrumentals) gespickt, welche heute den eigenen Stil des Trios markieren. Des Öfteren wird die Band durch den Augsburger Profi Harald Alt am Schlagzeug unterstützt, den die drei schon lange Jahre durch ihre gemeinsame Schulzeit kennen.
Nach diversen Eigenproduktionen wurde Acoustic Revolution 2009 von dem Berliner Produzententeam Valicon um Bernd Wendlandt und Ingo Politz entdeckt und produziert. Die Früchte dieser Arbeit kamen im Jahr 2010 in Form der Single The Abyss of Greed sowie dem dazugehörigen Album Ramble and Roam auf den Markt. 2012 hat die Band das Album Haunted by Numbers mit der gleichnamigen Single unter eigenem Label herausgebracht. 2015 kommt ihr Album Finally Folk auf den Markt. Dieses Mal verzichtete die Band komplett auf Schlagzeug oder digitale Effekte und nahm die Songs exakt so auf, wie sie diese auch in ihren Live-Konzerten präsentieren.

Acoustic Revolution beim Folk am Neckar 2014
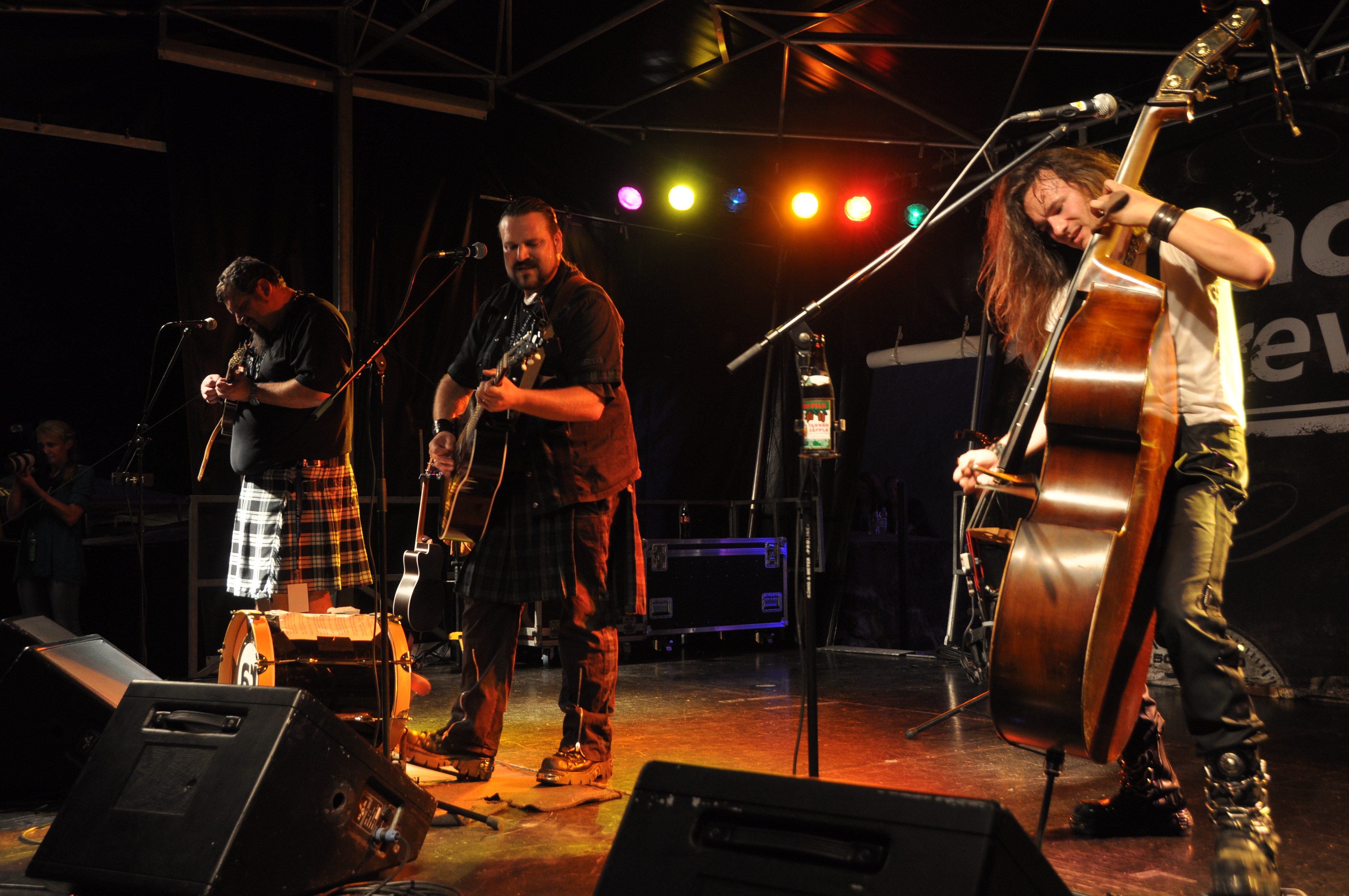
Acoustic Revolution
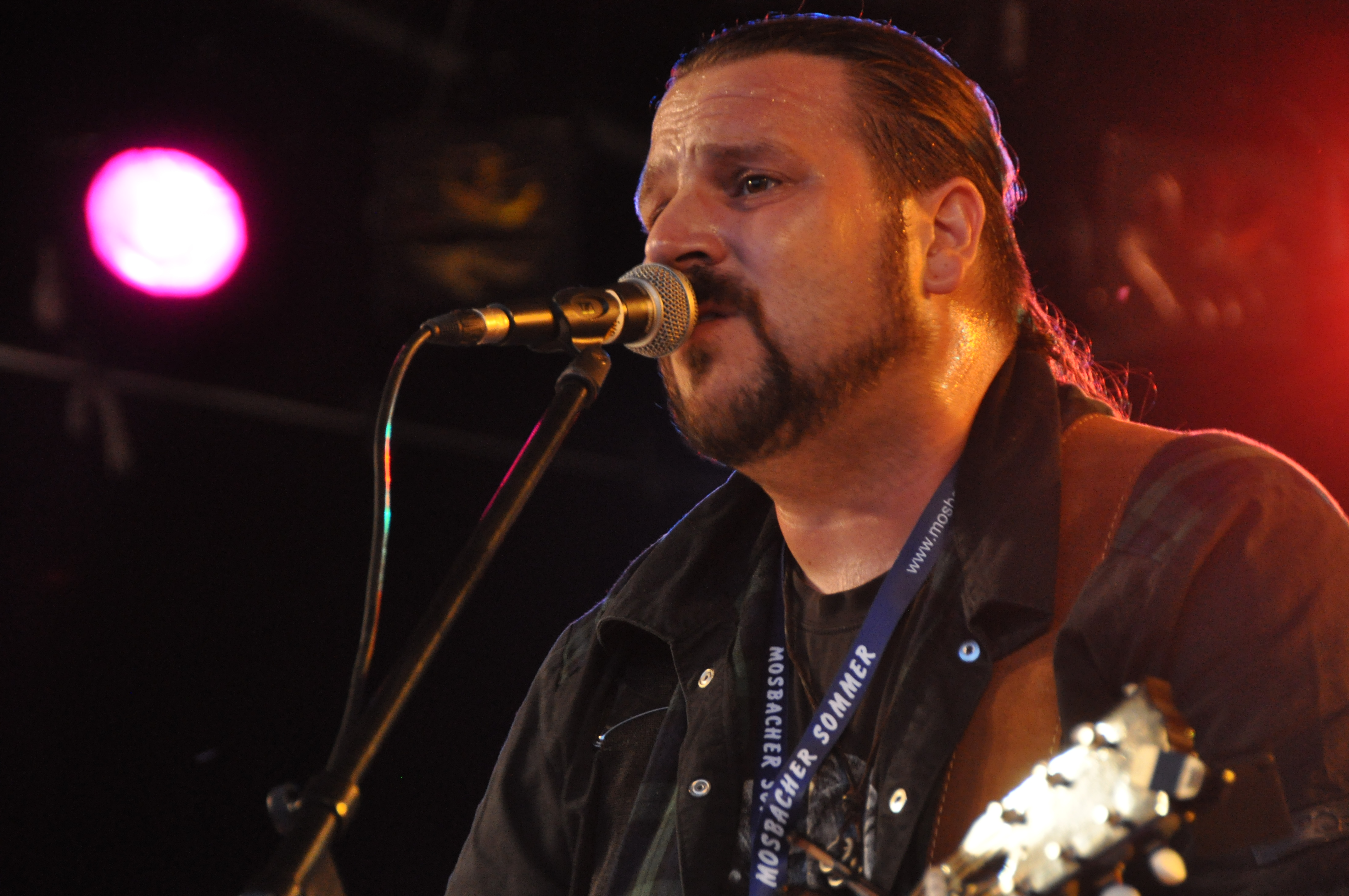
Tom Logan
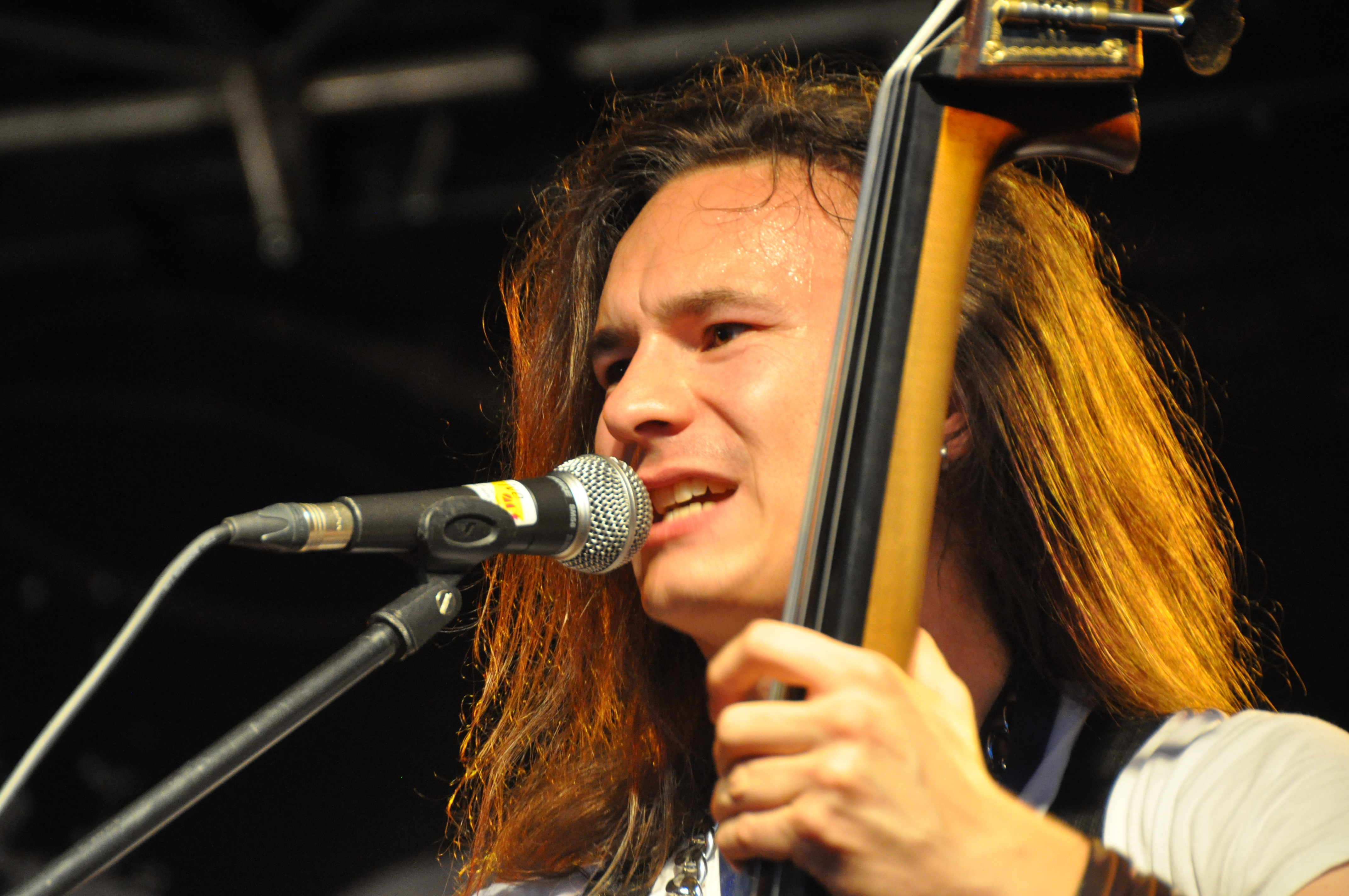
Dennis Hornung
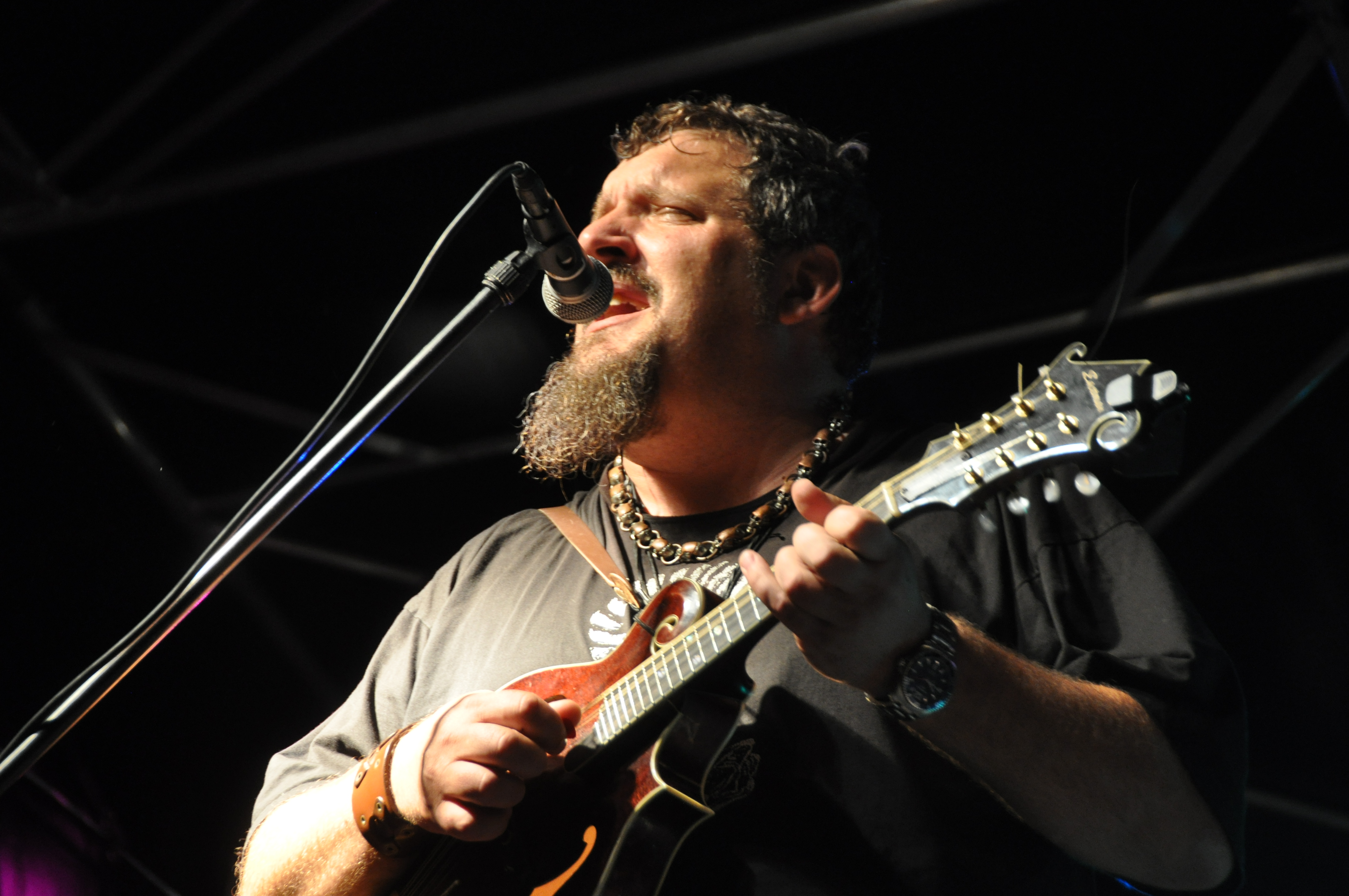
Germar Thiele

## Diskografie
- 2000: Don’t Let Go of Your Dreams (Album, Eigenproduktion)
- 2003: White Album (Album, Eigenproduktion)
- 2005: Living in a Dream (Doppelalbum, Eigenproduktion)
- 2006: Happy Christmas unplugged (Weihnachtsalbum)
- 2008: live (Live-Album, Eigenproduktion)
- 2010: The Abyss of Greed (Maxi-CD)
- 2010: Ramble and Roam (Album)
- 2012: Haunted by Numbers (Maxi-CD)
- 2012: Haunted by Numbers (Album)
- 2015: Finally Folk (Album)